# 6193 Манабе
6193 Манабе (6193 Manabe) — астероїд головного поясу, відкритий 18 серпня 1990 року.
Тіссеранів параметр щодо Юпітера — 3,480.
Названо на честь Манабе (яп. まなべ(真鍋) манабе)